# Agriotip

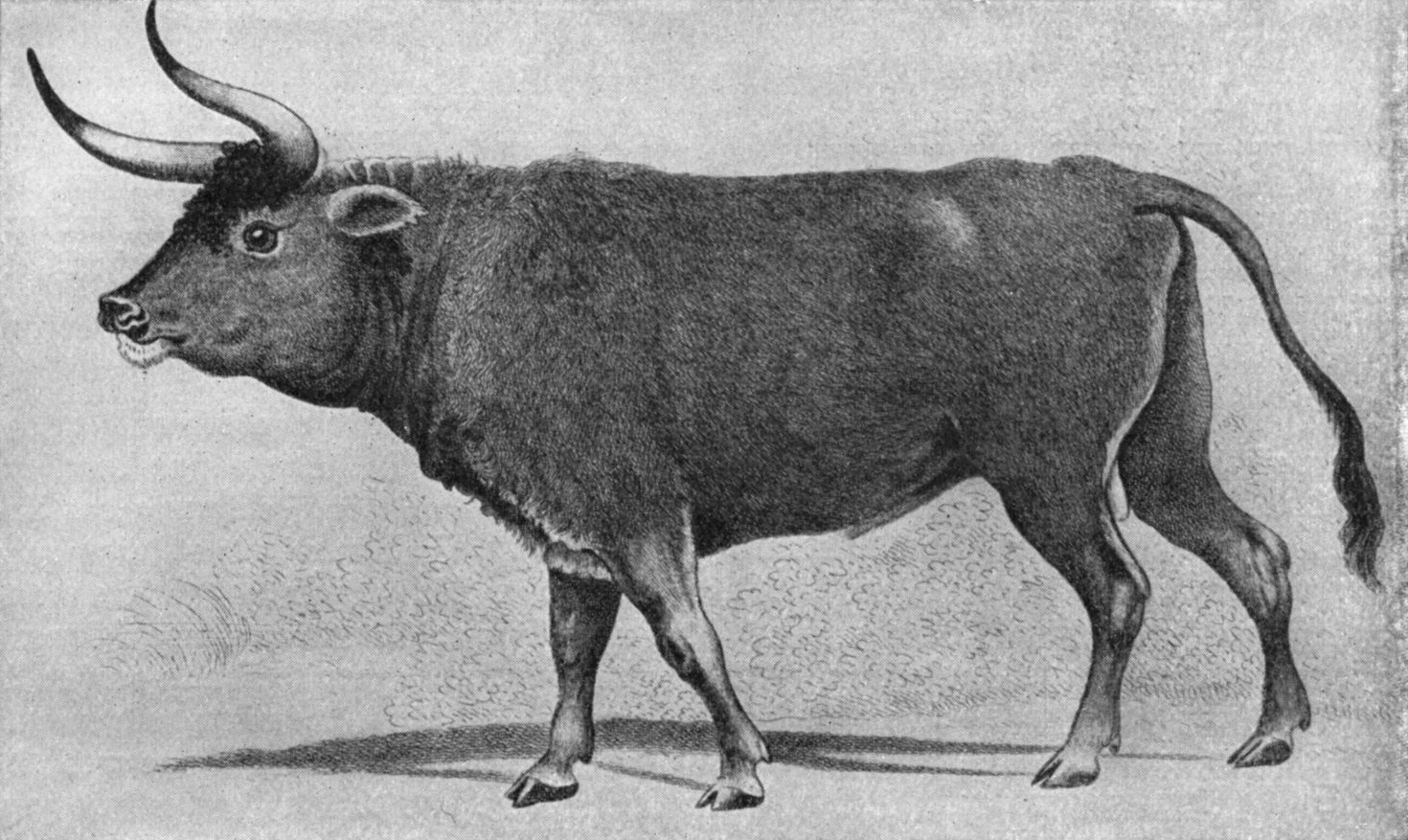
Auroc (Bos taurus primigenius), agriotip de les vaques i toros domèstics.

Un agriotip en ramaderia i arqueologia, és l'antecedent salvatge de l'animal de la ramaderia. L'agriotip sempre pertany a una sola espècie, però pot tractar-se de diverses subespècies diferents d'aquesta, ja sia perquè l'animal va ser domesticat de forma independent en dos o més llocs a la vegada o perquè els criadors van voler aprofitar les qualitats de diverses races salvatges diferents. Els animals domèstics es poden creuar amb els seus agriotips i tenir descendència fèrtil sempre que la seva anatomia no hagi variat fins a tal punt com per impedir l'acoblament.

## Agriotips de mamífers

### Artiodàctils
- porc (Sus scrofa domestica): senglar occidental (S. s. scrofa), senglar de l'Índia (S. s. cristatus) i senglar d'Indonèsia (S. s. vittatus).

- Camell bactrià (Camelus bactrianus bactrianus): Camell bactrià salvatge (C. b. ferus).

- Dromedari (Camelus dromedarius): Dromedari salvatge avui extint. Alguns opinen que l'autèntic agriotip va ser també el camell bactrià salvatge.

- Llama (Lama [guanicoe] glama): Guanac (L. guanicoe).

- Alpaca (Vicugna [vicugna] pacos): Vicunya (V. vicugna).

- Vaca (Bos taurus taurus): Auroc eurasiàtic (B. t. primigenius) i (dubtós) auroc nord-africà (B. t. mauretanicus).

- Zebú (Bos taurus indicus): Auroc indi (B. t. namadicus).

- Iac domèstic (Bos gruniens gruniens): Iac salvatge (Bos [gruniens] mutus).

- Toro de Bali (Bos javanicus): Banteng salvatge (Bos javanicus).

- Gaial (Bos [gaurus] frontalis): Gaur (Bos gaurus).

- Búfal domèstic (Bubalus [arnee] bubalis): Búfal indi (B. arnee).

- Ovella (Ovis aries): Dubtós. Probablement el mufló europeu (O. musimon) o mufló asiàtic (O. [musimon] orientalis), o fins i tot ambdós.

- Cabra (Capra aegagrus hircus): Cabra betzoar (C. a. aegagrus).

- Ren domèstic (Rangifer tarandus): Ren euroasiàtic (R. tarandus), prácticament idèntic a la forma domèstica.

### Équids
- Cavall (Equus caballus domesticus): Diferents subespècies salvatges d'Equus caballus al llarg d'Europa i Àsia.
- Ase (Equus asinus): Ase egipci (E. a. asinus) i ase del Magrib (E. a. atlanticus).

- Onagre domèstic de Sumer (Equus hemionus ssp.): Animal de domesticació i agriotip incerts, avui extint. Probablement una forma semidomesticada de l'onagre siri (E. h. hemippus) o del d'Anatòlia (E. h. anatoliensis). Però amdues subespècies actualment extintes

### Carnívors
- Gos (Canis lupus familiaris): Nombroses subespècies de llop, entre les quals el llop europeu (C. l. lupus), l'àrab (C. l. arabs), l'indi (C. l. pallipes), els llops xinesos i nord-americans.

- Gat (Felis silvestris catus): Gat salvatge africà (F. s. lybica) i (dubtós) gat silvestre europeu (F. s. silvestris).

- Fura (Mustela putorius furo): Mustela putorius també podria ser agriotip el Mustela [putorius] eversmanni.

### Lagomorfs i rosegadors
- Conill domèstic (Oryctolagus cuniculus): Conill salvatge d'Ibèria (Oryctolagus cuniculus cuniculus).

- Cui (Cavia porcellus): Cui salvatge (Cavia tschudii)

- Ratolí domèstic (Mus [musculus] domesticus): Ratolí casolà (Mus musculus).

- Rata de laboratori (Rattus norvegicus var. albina): Rata bruna o de Noruega (Rattus norvegicus).

## Agriotips d'aus

### Galliformes
- Gallina (Gallus gallus): Gall bankiva (Gallus [gallus] bankiva)
- Gall d'Indi (Meleagris gallopavo): Guajalote o gall d'indi salvatge mexicà (M. g. mexicana)
- Paó reial (Pavo cristatus): Paó reial de l'Índia (P. cristatus).
- Gallina de Guinea o Pintada (Numida meleagris): Pintada occidental (N. m. galeata)
- Guatlla japonesa (Coturnix coturnix japonica): Guatlla japonesa (C. c. japonica)

### Anseriformes
- Ànec domèstic (Anas domesticus):Anas platyrhynchos
- Ànec crioll (Cairina moschata): C. moschata.
- Oca domèstica (Anser anser f. domesticus):A. a. anser
- Oca cignal, emperador o xinès (Anser cygnoides f. domesticus): A. cygnoides

### Altres
- Colom brau (Columba livia): Colom silvestre del nord d'Àfrica (C. livia).
- Canari (Serinus canaria): Canari de les illes Canàries (S. c. canarius).
- Periquito (Melopsittacus undulatus): Periquito salvatge australià (M. undulatus).